# Bembidion aeruginosum
Bembidion aeruginosum es una especie de escarabajo del género Bembidion, categorizada en la tribu Bembidiini, de la subfamilia Trechinae.

## Distribución
Se distribuye por Kazajistán y Rusia.

## Taxonomía
Fue descrita por Gebler en 1833.